# Kyrie (Lied)
Kyrie ist ein Lied von Mr. Mister aus dem Jahr 1985, das von Richard Page, Steve George (Musik) und John Lang (Text) geschrieben wurde. Es erschien im November 1985 zuerst auf dem Album Welcome to the Real World.

## Entstehung und Text
Das Lied wurde bei einer Tour mit Adam Ant geschrieben und komponiert. John Lang war als Texter für die Band tätig. Der Refrain lautet:
Kýrie, eléison, down the road that I must travel
Kýrie, eléison, through the darkness of the night
Kýrie, eléison, where I’m going will you follow
Kýrie, eléison, on a highway in the light
Kyrie eleison bedeutet: „Herr, erbarme dich“. Es kommt aus dem Griechischen und ist ein Teil der liturgischen Riten sowohl im östlichen als auch im westlichen Christentum. Laut Pages Aussage war er zunächst skeptisch, den christlichen Text, den Lang geschrieben hatte, zu singen, da er kein „religiöses Statement“ machen wollte. Die in der englischen Sprache und im Popbereich ungewohnten Worte führten zudem beim Publikum zu deutlich gehäuften Fehlinterpretationen wie beispielsweise „curious laser“.

## Veröffentlichung
Kyrie wurde als Single am 21. Dezember 1985 veröffentlicht. Der Song avancierte zum Nummer-eins-Hit in Ländern wie den Vereinigten Staaten, Kanada und Norwegen. Es gab unterschiedliche Versionen mit 4:24 Minuten (LP, 12"-Single), 4:10 (7"-Single) und 3:38 Minuten (Edit) Länge. Auf der B-Seite der Single war der Song Run to Her enthalten. Für die verschiedenen Länder wurden unterschiedliche Cover gestaltet.
Beim Musikvideo, das im Herbst 1985 gedreht wurde, führte Nick Morris Regie. Teile dieses Videos stammen von einer Tour mit Tina Turner.
In Deutschland und den USA erschien 1993 bzw. 1994 unter dem Titel Kyrie eine Kompilation, die auch das Stück selbst enthielt.

## Rezeption

### Chartplatzierungen
| ChartsChartplatzierungen       | Höchstplatzierung | Wochen |
| ------------------------------ | ----------------- | ------ |
| Deutschland (GfK)              | 7 (15 Wo.)        | 15     |
| Österreich (Ö3)                | 5 (10 Wo.)        | 10     |
| Schweiz (IFPI)                 | 3 (10 Wo.)        | 10     |
| Vereinigte Staaten (Billboard) | 1 (20 Wo.)        | 20     |
| Vereinigtes Königreich (OCC)   | 11 (9 Wo.)        | 9      |

| ChartsJahrescharts (1986)      | Platzierung |
| ------------------------------ | ----------- |
| Deutschland (GfK)              | 54          |
| Vereinigte Staaten (Billboard) | 9           |

### Auszeichnungen für Musikverkäufe
| Land/Region | Auszeichnungen für Musikverkäufe (Land/Region, Auszeichnung, Verkäufe) | Verkäufe |
| ----------- | ---------------------------------------------------------------------- | -------- |
| Kanada (MC) | Gold                                                                   | 50.000   |
| Insgesamt   | 1× Gold ·                                                              | 50.000   |

## Coverversionen
- 1986: Wiener Symphoniker (als Vienna Symphonic Orchestra Project)
- 1998: C-Block
- 2015: Torsten Goods (CD "Thank You Baby!")